# دروپیا
دروپیا (به لهستانی:  Drupia) یک روستا در لهستان است که در گمینا سکوژتس واقع شده‌است.